# János Kristófi
János Kristófi (15 de diciembre de 1925; Bihor, Rumania - 5 de enero de 2014; Oradea, Rumania) fue un pintor húngaro-rumano.
János Kristófi murió el 5 de enero de 2014, a los 88 años de edad, en Oradea.